# Região Geográfica Imediata de Inhumas-Itaberaí-Anicuns

Localização no Estado de Goiás.

A Região Geográfica Imediata de Inhumas-Itaberaí-Anicuns é uma das 22 regiões imediatas do estado brasileiro de Goiás, uma das 6 regiões imediatas que compõem a Região Geográfica Intermediária de Goiânia e uma das 509 regiões imediatas no Brasil, criadas pelo IBGE em 2017. É composta de 13 municípios.